# Ardgar
Ardgar var en katolsk präst, missionär och eremit, som var verksam som präst i den kristna församlingen i Birka, Sveariket cirka 851–853.

## Biografi
Ardgar, som tidigare levat som eremit,[källa behövs] sändes av biskop Ansgar som missionär till Norden och var där cirka 851–853  präst i den kristna församlingen i Birka, Sveariket. Han efterträdde där den fördrivne prästen Gautbert, som cirka 845 tvingats lämna församlingen.
Väl framme i Birka fann Ardgar att den kristna församlingen hade kommit i konflikt med den hedniska befolkningen och upplösts så när som på hövitsmannen Herigar som lätt räknat undantag. Ardgar fick därför återupprätta verksamheten. Där samarbetade han med Herigar, som dock dog efter att han hade mottagit nattvarden av honom omkring år 851. Efter dennes död lämnade Ardgar Sveariket.
Ingenting är känt om Ardgars liv efter att han lämnade Sverige, men troligtvis återupptog Ardgar sitt tidigare liv som eremit.